# La boda del Monzón
La boda del Monzón es una película de 2001 dirigida por Mira Nair. Cuenta cinco historias interconectadas que exploran distintos aspectos del amor y cruzan las fronteras geográficas, sociales y morales. 

## Sinopsis
En Delhi, la India, una familia de origen punjabí se prepara para una boda a la que llegan parientes y amigos de todo el mundo. La boda del Monzón es una película de 2001 dirigida por Mira Nair.  Durante los días que dura la boda acabarán apareciendo las esperanzas, los temores y los secretos más escondidos de la familia, entre ellos una historia de abuso sexual. 

## Premios
- Nominada a los Premios BAFTA a la mejor película de habla no inglesa.
- Nominada a los Globos de oro a la mejor película de habla extranjera.
- Premiada con el León de Oro en 2001 a la mejor película.

| Predecesor: El Círculo | Ganador León de Oro La boda del Monzón 2001 | Sucesor: Las hermanas de la Magdalena |

- Datos: Q945586